# Hermannus de Hoyshusen
Hermannus de Hoyshusen, Dienstbezeichnung proconsul, war Bürgermeister der Stadt Brilon von 1290 bis 1291.
Er legte am 5. November  1290 als Bürgermeister (Proconsul) zusammen mit den Ratsmitgliedern (consules oppidi) Walbertus de Buhren, Godefridus de Ledercke, Hermannus filius (Sohn von) Wezzeli, Theodorus Sartor, Ioannes Sartor, Gerlacus de Hallenberg, Gerlacus dichtus (genannt) Stollemann, Henricus dictus Volinpiper, Gerhardus dictus Goldener, Theodoricus filius Weremari und Godefridus de Henelare, die Bedingungen fest, unter denen Krämer, Tuchscherer und Schneider in die Bruderschaft der Kürschner aufgenommen werden können.
Bei Stadtfehden stand der Bürgermeister der städtischen Streitmacht vor, auch hatte er das Recht zur Begnadigung von harten Verurteilungen durch das Stadtgericht bei Straftaten. Er konnte bei Todesstrafe begnadigen.